# ناحية أورم الكبرى
مدينة أورم الكبرى إحدى نواحي سوريا تتبع إداريّاً لمحافظة حلب منطقة الأتارب ومركزها بلدة أورم الكبرى، أحدث ناحية أورم الكبرى بفصلها من ناحية الأتارب بعد صدور مرسوم جمهوري بهذا الخصوص.

## بلدات وقرى ناحية أورم الكبرى
كفر حلب، أورم الكبرى، الشيخ علي، كفر ناها، كفر تعال، القناطر، أورم الصغرى، عويجل،  كفر جوم غربية.